# Andrew Paris
Andrew Paris (* 25. März 1964 in Los Angeles, Kalifornien) ist ein amerikanischer Schauspieler.
Er ist der Sohn des Regisseurs Jerry Paris. Seine Karriere beschränkt sich im Wesentlichen auf Filme, in denen sein Vater Regie führte.
Paris spielte 1976 in dem Fernsehfilm How to Break Up a Happy Divorce und drei Folgen der Serie Happy Days mit.
Seine bekannteste Rolle war die des Bud Kirkland in den Police-Academy-Teilen Police Academy 2 – Jetzt geht’s erst richtig los (1985), Police Academy 3 – ...und keiner kann sie bremsen (1986) und Police Academy 4 – Und jetzt geht’s rund (1987). Weiterhin war er in dem Film Nothing in Common – Sie haben nichts gemeinsam (1986) zu sehen.
Mit Ausnahme der beiden letztgenannten Filme war in allen Produktionen sein Vater der Regisseur. Beim vierten Police-Academy-Film war sein Vater als Regisseur vorgesehen, verstarb aber vor Drehbeginn.
Seit 1987 hat Andrew Paris keine Rolle in einer Film- oder Fernsehproduktion mehr übernommen.